# 市川透
市川 透（いちかわ とおる、1973年 - ）は、日本の陶芸家。

## 経歴
1973年、東京都に生まれる。2011年、備前焼の陶芸家、隠﨑隆一に師事。
2015年、岡山県玉野市で独立。
2017年、上賀茂神社 式年遷宮事業にて黒天目茶盌を奉納。
YouTubeにてToru Ichikawaチャンネルを開設。 

## 個展
- 2016年01月 「不退の土」（アンクル岩根のギャラリー / 岡山）
- 2016年09月 「泡沫」（米子しんまち天満屋美術画廊 / 鳥取）
- 2016年12月 「火之迦具土 市川透 陶展」（ぎゃらりぃ栗本 / 新潟）
- 2017年01月 「火之迦具土 中編」（岡山天満屋アートスペース / 岡山）
- 2017年04月 「火之迦具土 最終章」（天満屋広島八丁堀 美術画廊 / 広島）
- 2017年11月 「consciousness」（silver shell / 東京）
- 2017年12月 「BIZEN」（大丸心斎橋店 桃青 / 大阪）
- 2018年03月 「市川透 個展」（アートフェア東京 2018、みんなのギャラリーブース / 東京）
- 2018年07月 「Liberalism 自由主義」（阪神百貨店 美術画廊 / 大阪）
- 2018年10月 「市川透 個展 Liberalism-Ⅱ」(広島天満屋 美術画廊 / 広島)
- 2019年01月 「市川透 陶展  Liberalism Ver6.21.2」(横浜高島屋 美術画廊 / 神奈川)
- 2019年04月 「市川透 陶展」(ぎゃらりぃ栗本 / 新潟)
- 2019年04月 「市川透 陶展  Glorious Transformation」(silver shell / 東京)
- 2019年08月 「市川透 陶展 ” Re: Origin ” 魂の根源 」（日本橋高島屋 美術工芸サロン / 東京）
- 2019年08月 「市川透 陶展 」（文錦堂 / 岐阜）
- 2019年09月   [市川透 陶展「Re: Origin」II]（ 大丸心斎橋店 美術画廊 / 大阪 ）
- 2019年12月   [市川透 陶展「Re: Origin」II - Philosophy- 最終章]（ 福岡三越 岩田屋三越美術画廊 / 福岡）
- 2020年03月 「市川透陶展」（ 浅草とべとべくさ / 東京）
- 2020年05月 「Ray」市川透 陶展（ 岡山天満屋 / 岡山）
- 2020年06月 「Ray」II 市川透 陶展（名古屋三越  / 愛知）
- 2020年07月 「市川透 陶展」（ 米子しんまち天満屋  / 鳥取）
- 2020年09月   [「Ray」II 市川透 陶展]（ 大阪高島屋 / 大阪）
- 2020年11月 「市川透 陶展」（富山大和百貨店 / 富山）
- 2020年12月 「Invisible//Ray   市川透・市村徳久 陶芸・写真展 」（横浜高島屋 / 神奈川）
- 2021年03月 「市川透 陶展 「第六天魔王 再び・・・」（文錦堂 / 岐阜）
- 2021年05月 「市川透 陶展　VANISHING POINT」(桃青京都ギャラリー/京都）
- 2021年06月 「市川透 陶展　VANISHING POINT」（岡山天満屋倉敷展 美術画廊 / 岡山）
- 2021年09月 「市川透展　VANISHING POINT」（日本橋高島屋/東京）
- 2021年11月 「市川透展　VANISHING POINT」（福山天満屋/広島）
- 2022年03月 「市川透 陶展」(東武百貨店 船橋店/千葉）
- 2022年04月 「市川透 陶展」(名古屋栄三越/愛知)
- 2022年08月 「市川透 陶展」(米子しんまち天満屋/鳥取）
- 2022年09月 「市川透 陶展 INDIVISIBLE-表裏一体-」(AFRODE CLINICアフロードクリニック/東京)
- 2022年10月 「市川透 陶展-不自由への反逆-」(横浜高島屋/神奈川)
- 2022年11月 「市川透 陶展-不自由への反逆-」(富山大和百貨店/富山)
- 2022年11月 「市川透 陶展-不自由への反逆Ⅱ-」(ISETAN SALONE 東京ミッドタウン/東京)
- 2023年01月 「市川透 陶展-不自由への反逆Ⅱ-」(福屋八丁堀本店/広島)
- 2023年03月「市川透 陶展-不自由への反逆Ⅱ-」(文錦堂 / 岐阜）
- 2023年05月 「市川透 陶展-Spectacle- スペクタクル」(岡山天満屋/岡山）
- 2023年06月 「市川透 陶展-Spectacle- スペクタクル」（日本橋高島屋/東京）
- 2023年08月 「市川透 陶展 食を彩る器」(米子しんまち高島屋/鳥取)
- 2023年10月 「市川透 陶展 傾奇者」(阪神梅田本店/大阪)
- 2024年01月 「市川透 陶展」(桃青京都ギャラリー/京都）
- 2024年01月 「市川透 陶展」(阪急メンズ東京B-OWNDギャラリー/東京）
- 2024年06月 「市川透 陶展 La vie est Belle」（岡山倉敷天満屋/岡山）
- 2024年07月「市川 透 陶展 人生は美しい」（山陽百貨店/兵庫）
- 2024年09月「市川 透 個展 日々を生きる２ー食べることの悲しみと喜び」(阪急メンズ東京B-OWNDギャラリー/東京)
- 2024年11月「TORU ICHIKAWA-INNER VISIONS」(The Stratford Gallery/イギリス)
- 2024年11月「市川 透 陶展 傾奇者」（ギャラリーカワトク/岩手）

## グループ展
- 2016年01月 「酒器展 2016」（文錦堂 / 岐阜）
- 2016年09月 「酒器展 2016」（現代陶芸サロン桃青 大丸心斎橋 / 大阪）
- 2016年09月 「17周年企画展」（ギャラリー数寄 / 愛知）
- 2016年11月 「ぐい呑展」（ギャラリー数寄 / 愛知）
- 2016年12月 「酒器展」（横浜高島屋美術画廊 / 神奈川）
- 2017年05月 「現代美術陶芸 ~今日の日本の陶芸と漆~」（Galerie Collection / Paris）
- 2017年06月 「NEW Generation 展 2017」（文錦堂 / 岐阜県）
- 2017年06月 「市川 透・北野 勝久 二人展」（大阪アトリエヒロ / 大阪）
- 2017年09月 「特選会」（阪急 阪神百貨店 / 大阪）
- 2017年12月 「酒器展」（日本橋高島屋 / 東京）
- 2017年12月 「酒器展」（日本橋三越 / 東京）
- 2018年01月 「酒器展」（文錦堂 / 岐阜）
- 2018年06月 「NEW Generation 展 2018」（文錦堂 / 岐阜）
- 2018年06月 「夏の美術展」（大阪美術俱楽部 / 大阪）
- 2018年08月 「現代作家茶碗特集」（日本橋三越本店 本館6 階 / 東京）
- 2018年12月 「酒器展」 (日本橋高島屋 美術工芸サロン / 東京)
- 2018年12月 「酒器展」 (日本橋三越 美術特選画廊 / 東京)
- 2019年04月 「ASIA WEEK NEW YORK 2018 FALL」(Dai Ichi Arts, Ltd. / New York)
- 2019年12月 「OSAKA ART FES 2019@梅田Hanshin」（阪神百貨店 / 大阪 ）
- 2020年07月 「アートとしての工芸×空間デザイン」をテーマとした展示（丹青社品川本社 / 東京）
- 2020年08月 「FUKUYA FINE ART COLLECTION」（福屋八丁堀本店 / 広島）
- 2020年12月 「冬の逸秀会」（ 阪急インターナショナルホテル 催事 阪急阪神 百貨店 / 大阪）
- 2023年07月 「Contemporary  Art  Exhibition 現代アート作品展」(伊予鉄高島屋/愛媛)
- 2024年05月「無垠之心」（YTFギャラリー/台湾）

## アートフェア出展
- 2017年04月 「Art Beijing」（北京）
- 2017年05月 「Revelations International Fine Craft & Creation Biennial」（パリ）
- 2017年11月 「KOGEI Art Fair Kanazawa 2017」（金沢）
- 2018年03月 「Art Fair Tokyo 2018」（東京）
- 2018年09月 「Asia Contemporary Art Show Fall 2018 edition」（ みんなのギャラリー / 香港）
- 2019年09月 「Art Fair Asia Fukuoka 2019」（みんなのギャラリー / 福岡）
- 2020年03月 「NIPPONプレミアムデザイン アートとしての工芸 × 空間デザイン～伝統工芸、アート、空間デザインの融合が生み出す新たな可能性～」(東京ビッグサイト/東京)
- 2021年11月 「HANEDA ART EVENT-アート×茶会の新しいかたち- （㈱丹青社・B-OWND/㈱HARTi/東京)
- 2022年01月 ［バイリンガル美術情報誌『ONBEAT』とアートプロジェクトプロデュース集団「WATOWA GALLERY」合同企画展『祈りと祝祭 - PRAYER and CELEBRATION』］（渋谷・elephant STUDIO /東京）

## 入選、その他
- 2016年  公益財団法人　現代茶陶展　入選
- 2017年 上賀茂神社 式年遷宮事業　黒天目茶盌「迦具土」奉納
- 2018年11月 丹青社 「B-OWND」 参加
- 2020年07月～08月　日本経済新聞社主催「NIPPONプレミアムデザイン」(３月、新型コロナウイルス感染症の流行により中止)で公開予定であった「アートとしての工芸×空間デザイン」をテーマとした展示とトークイベントを開催（丹青社品川本社 / 東京 ）
- 2024年05月 サンジョルディフラワーズ20周年記念イベント「HANASEKAI」作品展「Re:birth」を開催（B-OWND gallery/東京）
- 2024年06月 WHAT CAFE,美術工芸の可能性と価値を再発見する展示会「Beautility:The Betweenness of Kogei」参加

## メディア掲載
- 2017年04月 「見て・買って楽しみたい 茶器の逸品」 / 『別冊炎芸術』(2017年4月初版)
- 2017年07月 「身近に置きたい立体あれこれ」「10万円でアートを買おう！」 /『別冊炎芸術』( No,502)
- 2018年03月　[巻頭特集「完売作家 全データ 2018」] / 『月刊Art Collectors』(No,108)
- 2018年06月　[巻頭特集「用の美」× 超・工芸]  / 『月刊美術』(No,513)
- 2018年12月 「美術界この一年 2018 + 誌上で買える今年のアート47 点」 / 『月刊美術』(No,519)
- 2019年01月 「今月の注目展」 / 『月刊美術』  (1月号  No,520)
- 2019年02月 「アトリエから語る画家・今年の抱負」 / 『月刊美術』  (No,521)
- 2019年03月 「生命を燃やす創作家たちと世界を結ぶ」 / 『Forbes CAREER』
- 2019年03月 「完売作家全データ 2019」 / 『月刊Art Collectors』(No,120)
- 2019年04月 「春の話題展&アートイベント×114 」 / 『月刊美術』(No,523)
- 2019年04月 「見て・買って楽しむ　麗しの陶磁器」『別冊炎芸術』(2019年4月初版)
- 2019年11月 「ONBEATが推薦する注目作家達」 / 『ONBEAT』(vol.11)
- 2019年12月 「作家特集」 / 『月刊美術』 (No,531)
- 2019年03月 「ブレイク前夜~次世代の芸術家達~ #207」/ BSフジ
- 2020年05月 「今月の注目展」 / 『月刊美術』  (No,536)
- 2020年05月 「凪と炎/clam&flame」/市村徳久ディレクターによるプロモーション動画
- 2020年09月 「デザイン情報サイト  アートを融合させる空間づくりの新たな可能性 」 / 『JDN』（Web Magazine）
- 2020年10月 「陶芸家150人 2020年 現代日本の精鋭たち」『別冊炎芸術』(2020年10月初版)
- 2020年12月 「ONBEATが推薦する注目若手作家たち」 / 『ONBEAT』（vol.13）
- 2020年12月 「アートを身近なインテリアに。アートとしての工芸×空間デザイン 丹青社にて作品展示とトークセッションが開催」/『日経 NIKKEI』
- 2021年02月 「完売作家全データ 2021」 / 『月刊Art Collectors』(No,143)
- 2021年04月 「見て・買って楽しむ　愛しの陶磁器」『別冊炎芸術』(2021年4月初版)
- 2021年06月 「私のベスト・ミュージック」 / 『月刊Art Collectors』(No,147)
- 2021年09月 「28作家、それぞれの流儀 素材感際立つ 立体のいま」/『月刊美術』
- 2021年11月  「ONBEATが推薦する注目若手作家たち」/『ONBEAT』(vol.15)
- 2021年11月 「コレクター期待の新人 すべて買えます！ネクストブレイク40作家の新作66点」『月刊美術』
- 2022年01月 「完売作家特集」『月刊Art Collectors』(No,155)
- 2022年09月 「秋展NAVI 2022 シーズン到来！ 画廊めぐりはこの一冊で! ! 秋の話題展＆アートイベント×110」 『月刊美術』
- 2023年01月 「完売作家２０２３」/『月刊Art Collectors』(No,167)
- 2023年04月 「“祈り”のかたち」/『月刊美術』(No,572）
- 2023年05月 「茶盌 アートの交差点」『月刊Art Collectors』(No,170)
- 2023年06月 「音楽とアート 相思相愛の関係性」/『月刊Art Collectors』(No,171)
- 2023年08月 「見て・買って・作って・陶芸を楽しむ」/『別冊炎芸術』(No,155)
- 2023年09月 「TOKYO CHIC」
- 2023年10月『ONBEAT』(vol.19)

## YouTube
・2018年11月 「市川透：自由を渇望する魂の叫び Toru Ichikawa：Howl for Freedom」 (B-OWNDビーオウンド）
・2019年03月  「ブレイク前夜~次世代の芸術家達~ #207」（ブレイク前夜公式チャンネル)
・2020年09月 ［トークセッション「【前半】アートとしての工芸 × 空間デザイン ～伝統工芸、アート、空間デザインの融合が生み出す新たな可能性～」］（株式会社丹青社チャンネル）
・2020年9月［トークセッション「【後半】アートとしての工芸 × 空間デザイン ～伝統工芸、アート、空間デザインの融合が生み出す新たな可能性～」］（株式会社丹青社チャンネル）